# Опсада Београда (1071)
Опсаду Београда извршила је 1071. године војска угарског краља Соломона и херцега Геза I. Завршена је угарским освајањем и пљачкањем града.

## Историја

### Хронологија
Хронолошки се опсада Београда смешта у 1071. или 1072. годину. Јованка Калић се определила за 1071. годину као вероватнију годину опсаде која је претходила угарском нападу на Ниш. Опсада Београда део је византијско-угарских ратова у 11. веку. Краљ Соломон и херцег Геза предузели су 1071. године велики напад на Византијско царство, који се пренео и на 1072. годину. Први на удару нашао се Београд, те је вероватније да је до опсаде дошло на самом почетку овог рата. Оваквој претпоставци доприноси и податак да је до опсаде дошло три године после продора Уза на територију Угарске (1068). Након успешног освајања Београда, Соломон је наставио са продором све до Ниша, што даје снагу аргументима за 1071. годину. Византијски цар Роман Диоген водио је у то време тешку борбу на истоку, против Селџука. Она је резултирала великим византијским поразом код Манцикерта, услед кога Диоген није могао пружити одлучнији отпор нападачима са севера. Угарски извори представљају напад Соломона као реакцију на упад Печенега са византијске територије, што свакако не би могло одговарати истини, будући да Диогену крајем 1071. године никако није одговарало отварање новог фронта на Дунаву. Роман Диоген је убијен на лето 1072. године.

### Опсада
Угарске снаге прикупиле су се код Сланкамена. Соломон и Геза су се спустили на сремску обалу Саве. Византијска флота покушала је да их спречи при преласку реке, коришћењем грчке ватре. Византијски покушај да спречи непријатељев продор на своју територију није успео, због надмоћи угарских војника. Тако су Угари прешли у Срем. Опседнути становници Београда позвали су у помоћ Печенеге, који су се по свој прилици налазили у близини града. Дошло је до окршаја пред зидинама Београда, у коме су Печенези до ногу потучени. Њихов вођа једва се спасао погибије, успевши да се повуче са свега неколицином војних команданата. Уследила је тромесечна опсада Београда. Угари су изградили опсадне справе; дрвене куле више од зидина, са којих су Угари обасипали град стрелама. Читава два месеца Угари су безуспешно опседали град кога су, по грчким изворима, бранили "најспособнији ратници". Трећег месеца дошло је до промена. Учестали пожари у Београду сведоче да су Угари засипали град запаљеним стрелама. У таквим условима, Угари су успели да продру у град. Грађани су им пружили јак отпор. Дукс Никита се са грађанима повлачи у тврђаву, одакле се предао непријатељу и прешао на његову страну. Угари су темељно опљачкали град, односећи велике количине плена, око кога долази до сукоба међу самим угарским вођама.

### Последице
Након разарања Београда, Соломон наставља са продором ка југу, допревши све до Ниша. Из Ниша је Соломон однео важну реликвију, руку Светог Прокопија, која је пренета у Сирмијум. Након пада Београда, византијски цар упутио је Соломону изасланике који су понудили преговоре о миру. Он је заиста и закључен. Геза и Соломон предали су заробљенике из Београда - оне који су се са Никитом предали. Вероватно је и сам Никита предат у размени, будући да се командант Београда Никита помиње крајем 11. века, приликом Првог крсташког рата. Византија је убрзо повратила Београд под своју контролу. Околности те промене нису познате. Свакако се Београд помиње као византијски град приликом проласка крсташа Петра Пустињака кроз ове крајеве 1096. године.